# Survive (песня)
«Survive» — песня шотландского певца Льюиса Капальди, изданная в качестве сингла 27 июня 2025 года. После выступления Льюиса Капальди на фестивале Гластонбери 2025 года «Survive» вошла в британский чарт UK Singles Chart, возглавив его.

## Информация о песне
Авторами песни «Survive» стали сам Льюис Капальди и Rømans (ранее написавший с ним хит «Someone You Loved»). «Survive» стала первым синглом Капальди после двухлетнего перерыва в его музыкальной карьере, связанного с проблемами со здоровьем певцв, в частности с диагностированным синдромом Туретта. Последний выход на сцену Капальди перед перерывом состоялся на фестивале Гластонбери в июне 2023 года, где выступление пришлось сократить из-за приступа синдрома Туретта и последовавших проблем с голосом, но тогда зрители продолжили петь за него, поддержав исполнителя.
Спустя два года появилась информация о том, что Льюис Капальди готовит сюрприз — выступление на Гластонбери 2025 года и собирается выпустить новый сингл. Сингл вышел 27 июня, в тот же день, что и выступление на Гластонбери.

## Видеоклип
Режиссёром видеоклипа к песне стал Гектор Докрилл, ранее снявший для Льюиса Капальди клип «Pointless». В клипе Капальди сидит на стуле посреди комнаты, играет на гитаре и поёт; по ходу клипа показаны документальные записи из разных этапов жизни певца, начиная с детства, заканчивая моментами перед его вынужденным перерывом в карьере, связанным с проблемами со здоровьем.

## Позиции в чартах
4 июля 2025 года «Survive» дебютировала на первом месте британского чарта UK Singles Chart.
| Чарт (2025)                                            | Наивысшая позиция |
| ------------------------------------------------------ | ----------------- |
| Австралия (ARIA)                                       | 71                |
| Бельгия/Фландрия (Ultratop 50)                         | 34                |
| Канада (Billboard Canadian Hot 100)                    | 92                |
| Хорватия (International Airplay Top lista)             | 10                |
| Чехия (Rádio — Top 100)                                | 100               |
| Эстония (TopHit)                                       | 41                |
| Мир (Billboard Global 200)                             | 110               |
| Гватемала (Guatemala Anglo Airplay — Monitor Latino)   | 9                 |
| Гватемала (Guatemala Anglo Streaming — Monitor Latino) | 5                 |
| Ирландия (IRMA)                                        | 4                 |
| Япония (Japan Hot Overseas Billboard Japan)            | 12                |
| Латвия (LaIPA)                                         | 9                 |
| Литва (TopHit)                                         | 21                |
| Нидерланды (Dutch Top 40)                              | 20                |
| Нидерланды (Single Top 100)                            | 77                |
| Новая Зеландия (RMNZ)                                  | 8                 |
| Никарагуа (Anglo Airplay Monitor Latino)               | 8                 |
| Нигерия (TurnTable Top 100)                            | 90                |
| Норвегия (IFPI Norge)                                  | 72                |
| Португалия (AFP Airplay)                               | 34                |
| Румыния (TopHit)                                       | 81                |
| Сан-Марино (SMRTV Top 50)                              | 21                |
| Швеция (Heatseeker Sverigetopplistan)                  | 4                 |
| Швейцария (Schweizer Hitparade)                        | 17                |
| Великобритания (OCC UK Singles)                        | 1                 |
| США (Billboard Adult Pop Airplay)                      | 15                |
| США (Billboard Digital Song Sales)                     | 8                 |
| США (Billboard Pop Airplay)                            | 31                |

| Чарт (2025)              | Наивысшая Позиция |
| ------------------------ | ----------------- |
| Эстония (Airplay TopHit) | 44                |
| Литва (Airplay TopHit)   | 25                |